# Quiz

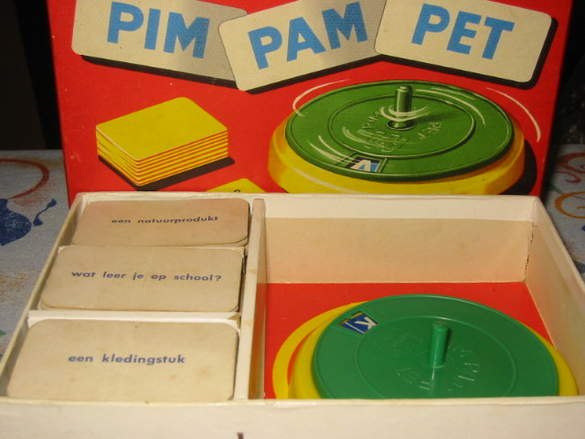
Pim-pam-pet, een eenvoudig quizspel

Een quiz of kwis is een voornamelijk op kennis gebaseerd spel waarbij spelers binnen een bepaald tijdsbestek vragen moeten beantwoorden, eventueel gecombineerd met andere opdrachten. Naast het oproepen van feitenkennis is soms ook logisch of lateraal denken vereist. Quizzen komen voor in verscheidene vormen, waarvan gezelschapsspelen, zaalquizzen en televisiequizzen de belangrijkste zijn.

## Gezelschapsspelen
Trivial Pursuit is de meest verspreide en bekendste quiz in de vorm van een gezelschapsspel.
Recenter is Bezzerwizzer, dat eerder al prijzen won in verschillende Scandinavische landen.
Verder hebben vele televisiequizzen, zoals De zwakste schakel, Waagstuk, Wie wordt Multimiljonair?, De Slimste Mens ter Wereld en Blokken, ook een versie als bordspel. Degene die in het openbaar de quiz leidt wordt de "quizmaster" genoemd.

## Televisiequizzen
Veel amusementsprogramma's op televisie hebben de vorm van een quiz. Een aantal bekende of minder bekende televisiequizzen zijn:
- 1 jaar gratis
- Achmea Kennisquiz J/M
- Ben je slimmer dan een kind?
- Slimmer dan een kind van 10?
- Black Out
- Blokken
- BovenGemiddeld
- Cijfers en Letters
- De allesweter
- De Canvascrack
- De Nationale IQ Test in België en Nederland
- De Knock-Out Show
- De kortste quiz
- De Kwis
- De Pappenheimers in België en Nederland
- De Premiejagers
- De Slimste Mens
- De Slimste Mens ter Wereld
- De tabel van Mendelejev
- De Thuisploeg
- De zwakste schakel
- Deze quiz is voor jou
- Eén tegen 100
- Eén van de acht
- Get the Picture
- Heartbeat VIPS
- Herexamen
- Het Verstand Van Vlaanderen
- Kalmte Kan U Redden
- Lingo
- Lucky Letters
- Met het mes op tafel
- Miljoenenjacht in België en Nederland
- Per Seconde Wijzer
- Puzzeltijd (Nederland)
- Puzzeltijd (Vlaanderen)
- Quix
- Rad van Fortuin
- R.U.B.E.N.
- Superlink
- Switch
- That's the Question
- Tien voor Taal
- Trivial Pursuit
- Twee tot de zesde macht
- Twee voor twaalf Junior
- Twee voor twaalf
- Tûkelteammen
- Valkuil
- Van pool tot evenaar
- Vriendenloterij Miljonairs
- V.Z.W.
- Weet ik Veel in België en in Nederland
- Wie van de Drie
- Wie wordt Euromiljonair?
- Zo Vader, Zo Zoon

### Buzzer
In veel quizzen moeten de kandidaten op een knop drukken voordat ze het juiste antwoord op een vraag kunnen geven. Degene die als eerste op deze buzzer indrukt, mag het antwoord geven.

### Meerkeuzevragen
Bij quizzen die uit meerkeuzevragen bestaan dienen de kandidaten vaak bordjes te tonen met de letters A, B. C of D. of dienen ze A. B. C. of D in te toetsen op hun desk, zodat de letter van hun keuze op een schermpje aan de voorkant verschijnt. Ook kan het voorkomen dat een kandidaat gewoon A, B, C of D moet zeggen, wat dan achter de schermen wordt ingetoetst (het gegeven antwoord wordt dan gemarkeerd)

### Finale
De finale is een speciale ronde in een quiz. De finale wordt gespeeld door de winnaars van het spel. In de finale liggen de doelen hoger en is het spel relatief moeilijker. Doorgaans is het verloop van de finale anders dan van de rest van het spel, maar in veel gevallen zijn er wel elementen uit de rest van het spel aanwezig.

### Media
Het is ook mogelijk met een computer of smartphone om op internet quizzen te spelen, Sporcle is een bekende website hiervoor en ook bestaan er talloze mobiele apps.

## Pub
Nederland kent een quizcircuit in horecagelegenheden (de pubquiz). Deze wekelijkse teamquizavonden worden druk bezocht en Nederland is duidelijk in opmars. De populariteit hiervan is groeiende. Nieuw is de zogeheten 'dorpsquiz' (of 'dorpskwis') waarbij naast algemene kennis ook kennis over lokale onderwerpen wordt getest, deze vorm is vooral populair in Noord-Brabant.

## Zaal
Deze quizvorm ontstond in de jaren vijftig en zestig in het kielzog van populaire televisiequizzen als Honderdduizend of niets. In een avondvullende quiz die bestaat uit een aantal vragenrondes nemen ploegen van drie tot zes deelnemers het tegen elkaar op, soms als gelegenheidsploeg, soms als vaste ploeg. De Vlaamse weekendquizzen lijken op de Britse pubquizzes, maar duren langer, hebben meer deelnemende ploegen, en worden voor de overgrote meerderheid op vrijdag of zaterdag georganiseerd. De Vlaamse quizzen vinden zelden in cafés plaats; parochiezalen, sportzalen, culturele centra, scholen, en dergelijke genieten de voorkeur. Ze worden veelal georganiseerd door vrijwilligersorganisaties, zoals sport- en muziekclubs, en kunnen zo mee dienen om de organisatie te financieren. Meestal komt een breed gamma aan onderwerpen aan bod, maar sommige quizzen richten zich specifiek op één bepaald thema zoals muziek, film of sport.
Er bestaat een circuit van quizzen, met een ranking, de Vlaamse Quiz Ranking of VQR. Deze werd eind jaren 90 ontwikkeld door Steven De Ceuster, die tevens de mede-oprichter en directeur West-Europa is van de International Quizzing Association IQA. Huidige topploegen in Vlaanderen zijn onder andere: X-Tremisten, Les Têtes Brulées, Under Siege III, Duvelkes, Elementaire Yeti's, Eiland 3, Stardust en Clockwork.
Naast het algemene circuit bestaat er in België (Vlaanderen) ook een actief muziekquizcircuit, met een eigen website, ranking en een waaier aan quizzen. Bekende muziekquizploegen zijn: "Martha Wainwrong Ain't Right", "Greatest Tits", "The Holly's", "Paris Hilton Lookalikes" en "XYZ" (Top 5 ranking muziekquizzen.be). De klemtoon bij deze quizzen ligt op het (her)kennen van audiofragmenten.

## Quizmasters
Enkele bekende quizmasters in Vlaanderen zijn Herman Van Molle, Ben Crabbé, Erik Van Looy, Steven Van Herreweghe, Bruno Wyndaele en Tom Lenaerts.